# Landovics István
Landovics István (Győr, 1635. augusztus 24. – Nagyszombat, 1690. február 6. vagy április 24.) Jézus Társasági áldozópap és tanár.

## Élete
Szülővárosában vették fel a jezsuiták közé. A próbaévet 1652. október 13-án Bécsben végezte el, ezután három évig bölcseletet tanult Grazban és ugyanannyi ideig oktatott Gyulafejérvárt, Sopronban és Győrött, innen Grazba ment, ahol hittant hallgatott, négy év múlva az avatottabbak közé került. 28 évig prédikált Magyarország különböző helyein, és hittérítő volt Moldva- és Oláhországban. Élete nagyobb részét Győrött, Sopronban és főleg Nagyszombatban mint hitszónok töltötte. Midőn Erdélyben és a török végeken mint hittérítő működött, fogságba esett és élete kétszer is veszélybe került. Nagyszombatban halt meg 1690. február 6-án (a Nekr. gener. szerint; Stoeger szerint április 24-én).

## Munkái
1. Thesaurus Absconditus In Agro: Azaz ... Groff Erdődy Ádám ... fölött kimutatott kincs ... 1668. 9. oct. (Halottas Précikáczió) Nagyszombat, 1669
2. Elválasztott Juh, melyet a Halál, mint a Farkas, a Nyáj közül el-ragadott; de a fő Pásztornak vigyazasa altal az örökke zöldellő legeltetesre minden serelme nelkul kenszerittetett letenni ... (Orbovai Jakusith Susanna, Schirchiz Gáspar neje fölött halotti prédikáczi.) Uo. 1676
3. Novus Succursvs, Az az Uj Segétség, Mellyet a Magyar Nemzeten könyörülő Istennek szemlátomást segitő keze által killyebb terjesztett Országunknak határiba a lélek ellenségei ellen, a bünnek és ördögnek ereje ellen, azon hatalmas Istennek igéje fegyverével, hadakozó lelki Gondviselőknek könnyebbitésére, az egész esztendőbéli Vasárnapokra rendelt Prédikácziókkal nyújtott, és a Méltóságos Groff General Czobor Adam Urnak ő Nagyságának, Istenes költségével két Részben, élő nyelven kibocsátott ... Nagyszombat, 1689, két rész

Kéziratban 200 egyházi és gyászbeszédet hagyott hátra.